# Jacsó József
Jacsó József (Mezőkövesd, 1962. június 1. –) olimpiai ezüstérmes magyar súlyemelő.

## Pályafutása

### Súlyemelőként
Magas (183 cm), arányos testi felépítésű (110 kg), erős izomzata biztosította, hogy eredményes sportoló lehessen. Sportpályafutása során a DVTK Súlyemelő Szakosztály sportolója volt, ahol Juhász István mesteredző kezei alatt készül versenyeire. Egy toborzást követően lett érdeklődő, súlycsoportja a 110 kg (nehézsúly). Utolsó versenyidénye: 1989. Verseny stílusára jellemző, hogy csendes, a versenyek előtt állandóan izgatott, a versenysúlyra való felkészülés során megnyugodva annál erősebb volt. A mindenkori legnagyobb tömeget megmozgató magyar súlyemelő (427,5 kilót emelt Szöulban). Az olimpiát tekintette sportpályafutásának koronájaként. 1995-ben újra kedvet kapott az emeléshez, de derékfájdalma közbeszólt. A súlyemelés mellett a jégkorong volt a kedvenc sportága.

#### Kiemelkedő eredményei

##### Olimpia
Dél-Koreában, Szöulban rendezték, a XXIV., az 1988. évi nyári olimpiai játékok súlyemelő tornáját, ahol nehézsúlyban ezüstérmet (427,5 kg) szerzett. Ezen a versenyen teljesített 237,5 kg-os lökés eredményével a valaha legnagyobb súlyt emelő magyar súlyemelő.

##### Világbajnokság
- 1983-ban nehézsúlyban összetettben ezüstérmet (410 kg) szerzett.
- 1986-ban nehézsúlyban összetettben bronzérmes (415 kg-os) teljesítménnyel.
- 1987-ben nehézsúlyban, összetettben ezüstérmes (415 kg-os) eredménnyel.

##### Európa-bajnokság
- 1983-ban nehézsúlyban, összetettben ezüstérmes (410 kg-mal).

##### Országos bajnokság
- 1985-ben és 1986-ban országos bajnok, aranyérmes

## Sikerei, díjai
1983-ban és 1988-ban a Magyar Súlyemelő-szövetség (MSSZ) elnöksége az Év súlyemelője kitüntető címmel jutalmazta.
A Mezőkövesd Városért kitüntetés adományozható azoknak a személyeknek, személyek csoportjának, társadalmi vagy gazdasági szervezeteknek, akik vagy amelyek az 1. §-ban megfogalmazott területek bármelyikén kiemelkedően hasznos munkát végeztek és ennek révén a város értékeit növelték, fejlődését előmozdították, jó hírnevét öregbítették, tekintélyét emelték. 1988-ban részesült a pályafutását elismerő kitüntető cím adományozásában.
Tenyérlenyomata a miskolci városi sportcsarnokban található a Sportcsillagok Falán.